# Rodolfo II de Varano
Rodolfo II de Varano, fue un condotiero italiano. Hijo de Berardo II de Varano y su esposa Bellafiore de Brunforte. Casado con Camila Chiavelli, fue padre de Gentile de Varano y de Isabel de Varano.

## Biografía
Luchó contra los musulmanes del Beylicato de Aydın dirigiendo el ejército de los Estados Pontificios en nombre de Clemente VI en la Cruzada de Esmirna, participando en la captura de Esmirna en 1350. Pasado al servicio de la Casa de Anjou, fue gobernador de Abruzos. Luchó por el cardenal Gil Álvarez de Albornoz; legado apostólico, contra la Casa de Malatesta y Ordelaffi de Forlì. 
En 1355 tomó Recanati y venció en Castelfidardo, haciendo prisionero a Galeotto Malatesta y obligándolo a declararse vasallo de la Iglesia. Elegido Confaloniero por el pontífice, en 1355 fue investido con el vicariato de San Ginesio y Tolentino, y devolvió Romaña al gobierno papal. Recuperó todos los dominios de la iglesia en el área de Ancona y en Romaña, obteniendo el gobierno absoluto durante doce años, en nombre de la Iglesia, también de Rímini, Fano, Pésaro, Fossombrone.
Volviendo a tomar las armas, sometió a Ascoli Piceno y Forlì, pero al disgustar a Albornoz, fue encarcelado. Tan pronto como estuvo libre, abandonó el servicio papal y pasó como general a los florentinos, para quienes participó en la empresa de Pisa en 1362. En 1363 sirvió a los perugianos , para quienes recuperó el monte Fontegiano, haciendo decapitar a todos los gibelinos que lo defendían. Con la protección del papa Urbano V levantó su poder en Camerino ocupando el señorío tras matar a su tío.
En 1370, como general y capitán del pueblo florentino, luchó contra Bernabé Visconti, quedando vencedor. Se colocó a la cabeza de la liga formada contra el papa Gregorio XI en 1375. Elegido señor de Macerata, en 1376 va a defender Bolonia , amenazada por ejércitos papales. Volvió al servicio de Gregorio XI en 1377, quien lo invistió como capitán general; por lo que fue declarado traidor por los florentinos. 
Luego luchó contra los florentinos, pero perdió en dos hechos de armas: en Montemilone y Fabriano. Tras la muerte de Gregorio XI tuvo que defenderse de las agresiones de los gibelinos. Rescató a florentinos y peruginos en 1382 logrando así volver a hacerlos aliados. Murió en Tolentino en 1384.